# Adrián Gunino
Adrián Javier Gunino Duque (Montevideo, Uruguay, 3 de febrero de 1989) es un exfutbolista uruguayo que jugaba de defensa. Se retiró del fútbol por cuestiones personales a la temprana edad de 28 años. Su último club profesional fue el Centro Atlético Fénix.

## Trayectoria
A mediados de agosto de 2011, Adrián Gunino pasó a Peñarol, siendo dirigido nuevamente por Diego Aguirre. Debutó con el equipo mirasol el 21 del mismo mes frente a El Tanque Sisley. En 2012 Adrián Gunino se va cedido a la UD Almería por un año con opción de recompra.
En el mercado de invierno de la temporada 2013-2014 se une a la plantilla del Córdoba C.F. en la que es uno de los titulares indiscutibles y valedor para el ascenso del club blanquiverde a la liga de 1ª división española.

## Selección nacional juvenil
Ha sido internacional con la selección uruguaya sub-20 dirigida por Diego Aguirre. 
Fue convocado por Juan Verzeri para integrar la selección sub-23 que representó a su país en los Juegos Panamericanos 2011, logrando la medalla de bronce.

### Participaciones en Copas del Mundo
| Mundial                  | Sede   | Resultado        | Partidos | Goles |
| ------------------------ | ------ | ---------------- | -------- | ----- |
| Copa Mundial Sub-20 2009 | Egipto | Octavos de final | 4        | 2     |

## Selección nacional
Fue citado por Óscar Washington Tabárez para representar a la selección mayor en el amistoso ante Chile en el mes de noviembre de 2010.

## Clubes
| Club                  | País      | Año         | Partidos | Goles |
| --------------------- | --------- | ----------- | -------- | ----- |
| Danubio               | Uruguay   | 2008 - 2009 | 16       | 0     |
| Boca Juniors (cedido) | Argentina | 2009 - 2010 | 1        | 0     |
| Toulouse (cedido)     | Francia   | 2010 - 2011 | 31       | 0     |
| Peñarol               | Uruguay   | 2011        | 6        | 0     |
| Fénix                 | Uruguay   | 2012        | 13       | 0     |
| Almería (cedido)      | España    | 2012 - 2013 | 31       | 0     |
| Córdoba (cedido)      | España    | 2013 - 2015 | 43       | 0     |

## Estadísticas
| Club                                                     | Temporada    | Liga | Liga    | Copas Nacionales | Copas Nacionales | Copas Internacionales | Copas Internacionales | Total | Total   |   |
| Club                                                     | Temporada    | P    | Anotado | P                | Anotado          | P                     | Anotado               | P     | Anotado |   |
| -------------------------------------------------------- | ------------ | ---- | ------- | ---------------- | ---------------- | --------------------- | --------------------- | ----- | ------- | - |
| Danubio · Uruguay                                        | 2007-08      | 4    | 0       | 2                | 0                | –                     | –                     | 6     | 0       |   |
| Danubio · Uruguay                                        | 2008-09      | 12   | 0       | –                | –                | –                     | –                     | 12    | 0       |   |
| Danubio · Uruguay                                        | Total        | 16   | 0       | 2                | 0                | –                     | –                     | 18    | 0       |   |
| Boca Juniors Argentina                                   | 2009-10      | 1    | 0       | –                | –                | –                     | –                     | 1     | 0       |   |
| Boca Juniors Argentina                                   | Total        | 1    | 0       | –                | –                | –                     | –                     | 1     | 0       |   |
| Toulouse Francia                                         | 2010-11      | 29   | 0       | 2                | 0                | –                     | –                     | 31    | 0       |   |
| Toulouse Francia                                         | Total        | 29   | 0       | 2                | 0                | –                     | –                     | 31    | 0       |   |
| Peñarol · Uruguay                                        | 2011-12      | 6    | 0       | –                | –                | –                     | –                     | 6     | 0       |   |
| Peñarol · Uruguay                                        | Total        | 6    | 0       | –                | –                | –                     | –                     | 6     | 0       |   |
| Fénix · Uruguay                                          | 2011-12      | 11   | 0       | –                | –                | –                     | –                     | –     | –       | – |
| Fénix · Uruguay                                          | Total        | 11   | 0       | –                | –                | –                     | –                     | –     | –       | – |
| Total Clubes                                             | Total Clubes | 63   | 0       | 4                | 0                | –                     | –                     | 67    | 2       |   |
| Última actualización: Nacional vs. Peñarol, 20.11.11 ref |              |      |         |                  |                  |                       |                       |       |         |   |